# 3614 Jackson Highway
3614 Jackson Highway (en español: Avenida Jackson 3614) es el sexto álbum de estudio de la cantante estadounidense Cher, lanzado en junio de 1969 por Atco Records. Es casi en su totalidad, un álbum de versiones.

## Información del álbum
3614 Jackson Highway fue lanzado en el verano de 1969, fue el primer y último álbum de la cantante que se produjo por Jerry Wexler, Tom Dowd y Arif Mardin, bajo el sello de Atco Records.
Este es, sin duda, el proyecto más ambicioso de Cher (al menos para los años sesenta) y fue diseñado para relanzar la carrera de la cantante, después de un periodo de crisis, desde 1968, hasta 1970. Tal serie de fracasos no solo la afectaba a ella, sino también al dúo Sonny & Cher, esto debido a que la cultura popular del mundo estaba cambiando, pero el dúo se quedó con su estilo e imagen originales. La música pop se estaba transformando en un estilo más enfocado hacia la guerra de Vietnam. Las ventas de Sonny & Cher se habían reducido en forma notable y durante esos últimos meses estuvieron presentándose en un club nocturno, aunque poco después, la audiencia era casi nula.
Irónicamente, el disco no fue muy bien recibido por el público pero fue aclamado por la crítica. Los críticos declararon que este había sido uno de los mejores trabajos de la cantante. También enfatizaron en que la voz de Cher había madurado notablemente, y que demostraba más fuerza y versatilidad en sus canciones.
Una de las características más sobresalientes del álbum es su sofisticada instrumentación y edición, junto con el gran talento que tenía Cher para versionar a otros artistas.
El título del álbum es la dirección original del Muscle Shoals Sound Studio en Sheffield, Alabama, lugar donde fue grabado. 
En 2001, Rhino Entertainment relanzó 3614 Jackson Highway en formato CD, en cantidades limitadas (solo 4.500 unidades disponibles). En esta versión. se añadieron once canciones inéditas que Cher había grabado como material de su segundo disco con Atco Records, pero que fue cancelado.

## Lista de canciones
Lado A
1. "For What It's Worth" (Stephen Stills) – 2:22
2. "(Just Enough To Keep Me) Hangin' On" (Buddy Mize) – 3:18
3. "(Sittin' On) The Dock of the Bay"  (Steve Cropper, Otis Redding) – 2:41
4. "Tonight I'll Be Staying Here With You" (Bob Dylan) – 3:08
5. "I Threw It All Away" (Bob Dylan) – 2:49
6. "I Walk On Guilded Splinters" (Dr. John Creaux) – 2:32

Lado B
1. "Lay Baby Lay" (Bob Dylan) – 3:36
2. "Please Don't Tell Me"  (Quillen, Grady Smith) – 3:36
3. "Cry Like A Baby" (Spooner Oldham, Dan Penn) – 2:46
4. "Do Right Woman, Do Right Man" (Chips Moman, Dan Penn) – 2:46
5. "Save The Children" (Eddie Hinton) – 2:54

## El segundo álbum de Atco cancelado
Durante 1968 y 1969, Cher grabó once canciones como material discográfico para un álbum que sería lanzado en 1970. Sin embargo, por razones que aún se desconocen, todo el proyecto se canceló. En 2001, Rhino Entertainment lanzó este álbum junto con 3614 Jackson Highway, en una edición limitada que solo constaba de 4500 copias. Algunas de las canciones del álbum cancelado son totalmente inéditas como “Superstar”, que fue excluida del álbum original.

### Lista de canciones
1. "Easy to Be Hard" (Galt MacDermot, James Rado, Gerome Ragni) — 3:44
2. "I Believe" (Ervin Drake, Irvin Graham, Jimmy Shirl, Al Stillman) — 3:55
3. "Danny Boy" (Frederick Weatherly) — 5:20
4. "Momma Look Sharp"  — 3:33
5. "It Gets Me Where I Want To Go"  — 3:10
6. "You've Made Me So Very Happy"  (Brenda Hollowa, Patrice Holloway, Frank Wilson, Berry Gordy) — 2:43
7. "Yours Until Tomorrow"  — 2:51
8. "The Thought Of Loving You"  — 2:24
9. "The First Time" (Sonny Bono) — 3:24
10. "Chastity's Song (Band Of Thieves)" (Elyse J. Weinberg) — 3:08

Canciones adicionales
1. "Chastity's Song (Band Of Thieves)" (Versión estéreo) (Elyse J. Weinberg) — 3:05
2. "Superstar" (Bonnie Bramlett, Delaney Bramlett, Leon Russell) — 3:07

## Créditos
Personal
- Cher - voz principal

Producción
- Jerry Wexler - productor discográfico
- Tom Dowd - productor discográfico
- Arif Mardin - productor discográfico
- Stan Vincent - productor discográfico
- Greg Poree - asistente de arreglos

Diseño
- Stephen Paley - fotografía
- Bryan Lasley - dirección artística
- Patrick Pending - dirección artística

## Listas de popularidad
| Lista (1969)          | Posición más alta |
| --------------------- | ----------------- |
| EE. UU. Billboard 200 | 160               |